# 伊福吉部徳足比売
伊福吉部 徳足比売（いふくべ/いふきべ/いおきべ の とこたりひめ、生年不詳 - 和銅元年7月1日（708年7月22日）は、飛鳥時代の女性。姓は臣。位階は従七位下。文武天皇の時代の采女。
その遺骨を収めた骨蔵器に刻まれた銘文・墓誌は奈良時代以前の金石文として現存する16のうちの一つという貴重なものである。墓跡は国の史跡に指定されている。

## 略歴

### 出自
因幡国の豪族である稲葉国造・伊福部氏の娘として生まれる。父母は明らかでないが、伊福部都牟自の娘とする説、都牟自の子である伊福部国足の娘とする説がある。なお、後述の通り、徳足比売が采女に貢進されたことにより、当時の規定から伊福部氏が郡領を務める氏族であったことがわかる。

### 経歴
文武天皇に采女として仕え、慶雲4年（707年）には地方豪族出身としては稀な従七位下の位を授けられた。翌年の和銅元年7月1日に藤原京で病没。遺体は3年間の殯の後、同3年10月に当時流行し始めていた火葬にされ、その遺骨は故郷因幡国に送られて同年11月13日に鳥取平野を見下ろす稲葉山の中腹に葬られた。
以上の経歴は後述する墓誌銘から明らかになったものである。

## 墓跡と墓誌銘

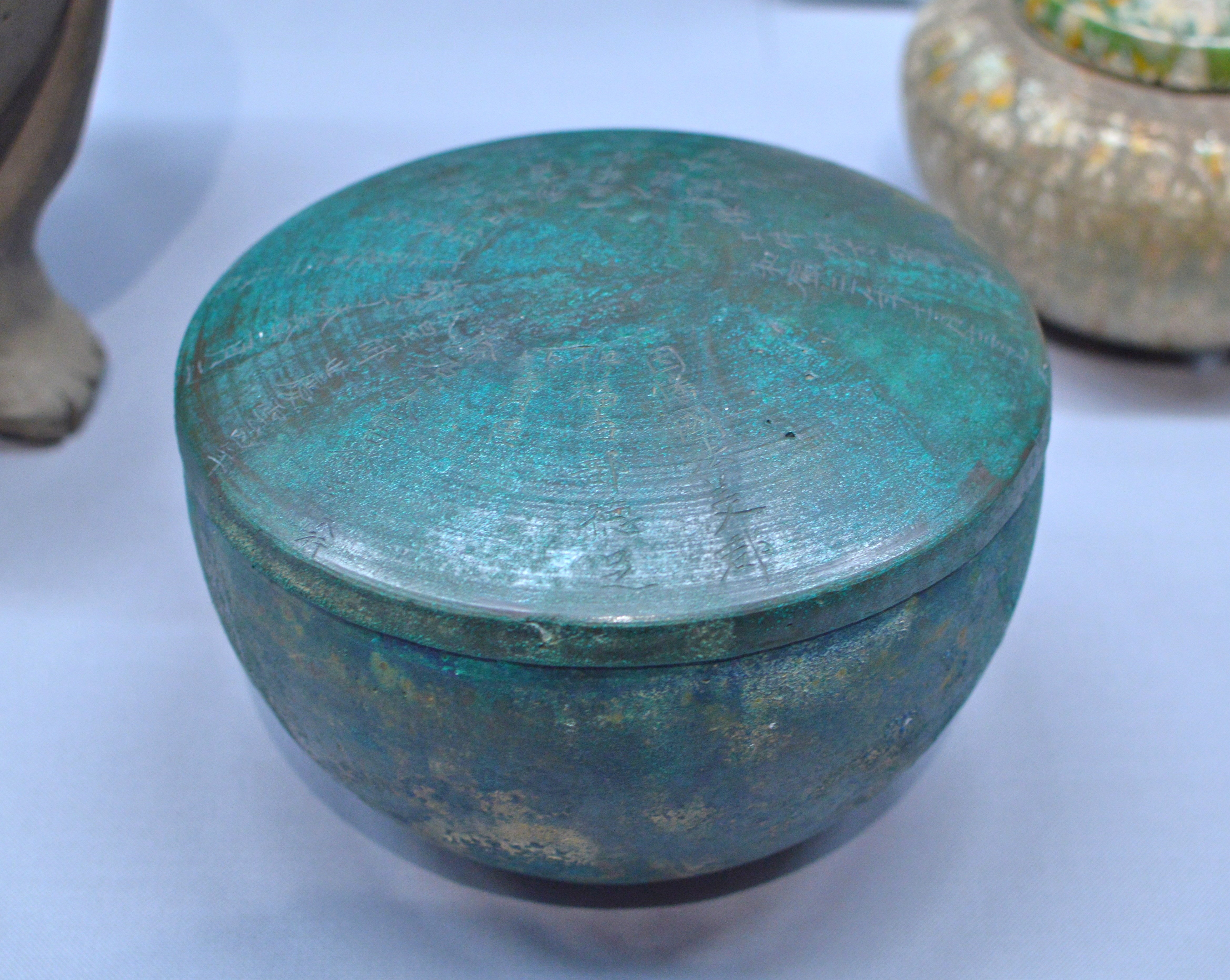
骨蔵器（国の重要文化財）東京国立博物館展示。

江戸時代の安永3年（1774年）、因幡国法美郡稲葉郷宮下村（現鳥取県鳥取市国府町宮ノ下）にある無量光寺の裏山（宇部野山。現稲葉山）中腹から、長さ140cm、幅86cm、厚さ47cmの2枚の凝灰岩で作られた蓋石と台石から成る石櫃が発見され、蓋石の中央には穴を穿って骨蔵器が納められていた。その骨蔵器は鋳銅製で高さ16.5cmの合わせ蓋式、中には青灰色の灰のようなものがあったと伝えられている。直径26.4cmの蓋の表面には、108文字の漢字が16行にわたり放射状に刻まれており、徳足比売の経歴と葬送の経緯が記されている。
伊福吉部徳足比売の墓跡は国の史跡に指定されるとともに、骨蔵器も国の代表的逸品として重要文化財に指定され、現在は東京国立博物館に保管されている。いずれも地方豪族層女性の葬送儀礼を知る上での貴重な資料であるが、特に墓誌銘は因幡国で発見されている最古の文字でもある。